# Benetton B201
El Benetton B201 fue un monoplaza con el que el equipo Benetton compitió en la temporada 2001, diseñado por Mike Gascoyne. Fue conducido por Giancarlo Fisichella, que estaba en su cuarto año con el equipo, y Jenson Button, quien se mudó de Williams luego de su temporada de debut en el año 2000. Para el equipo de Benetton, 2001 marcó el final de una era. El equipo, que existía desde 1986, había sido vendido a su proveedor de motores. Renault. en 2000, y el 2002 marcaría la adquisición completa del equipo. Sin embargo, el regreso de la marca francesa a la Fórmula 1 en 2001 como proveedor de motores después de un paréntesis de tres años resultó problemático durante la mayor parte del año.
El monoplaza tenía una configuración poco común de ángulo de bancada: 111.º. Aunque esto ofrecía posibles ventajas aerodinámicas, ya que estaba más abajo en el chasis, la forma inicial del motor demostró carecer de potencia y fiabilidad. La primera mitad de la temporada fue un desastre ya que los dos monoplazas a menudo tenían problemas para clasificar entre los primeros veinte, y solo podían luchar contra Minardi en la cola del campo. Sin embargo, Fisichella sumó un punto en Brasil.
Desde la mitad de la temporada, el coche mejoró constantemente, con una aerodinámica revisada y un sistema eficaz de control de lanzamiento y tracción que se implementó durante el transcurso de la temporada. Un final de doble puntos en Alemania fue seguido por el último podio de la historia del equipo, con un tercer lugar del italiano en Bélgica.
El equipo finalmente terminó séptimo en el Campeonato de Constructores, con 10 puntos.

## Resultados

### Fórmula 1
(Clave) (negrita indica pole position) (cursiva indica vuelta rápida)

| Año     | Motor            | Neu. | N.º | Pilotos              | 1   | 2   | 3   | 4   | 5   | 6   | 7   | 8   | 9   | 10  | 11  | 12  | 13  | 14  | 15  | 16  | 17  | Puntos | Pos. |
| ------- | ---------------- | ---- | --- | -------------------- | --- | --- | --- | --- | --- | --- | --- | --- | --- | --- | --- | --- | --- | --- | --- | --- | --- | ------ | ---- |
| 2001    | Renault RS21 V10 | M    |     |                      | AUS | MYS | BRA | SMR | ESP | AUT | MON | CAN | EUR | FRA | GBR | GER | HUN | BEL | ITA | USA | JPN | 10     | 7.º  |
| 2001    | Renault RS21 V10 | M    | 7   | Giancarlo Fisichella | 13  | Ret | 6   | Ret | 14  | Ret | Ret | Ret | 11  | 11  | 13  | 4   | Ret | 3   | 10  | 8   | 17  | 10     | 7.º  |
| 2001    | Renault RS21 V10 | M    | 8   | Jenson Button        | 14  | 11  | 10  | 12  | 15  | Ret | 7   | Ret | 13  | 16  | 15  | 5   | Ret | Ret | Ret | 9   | 7   | 10     | 7.º  |
| Fuente: |                  |      |     |                      |     |     |     |     |     |     |     |     |     |     |     |     |     |     |     |     |     |        |      |